# Żal

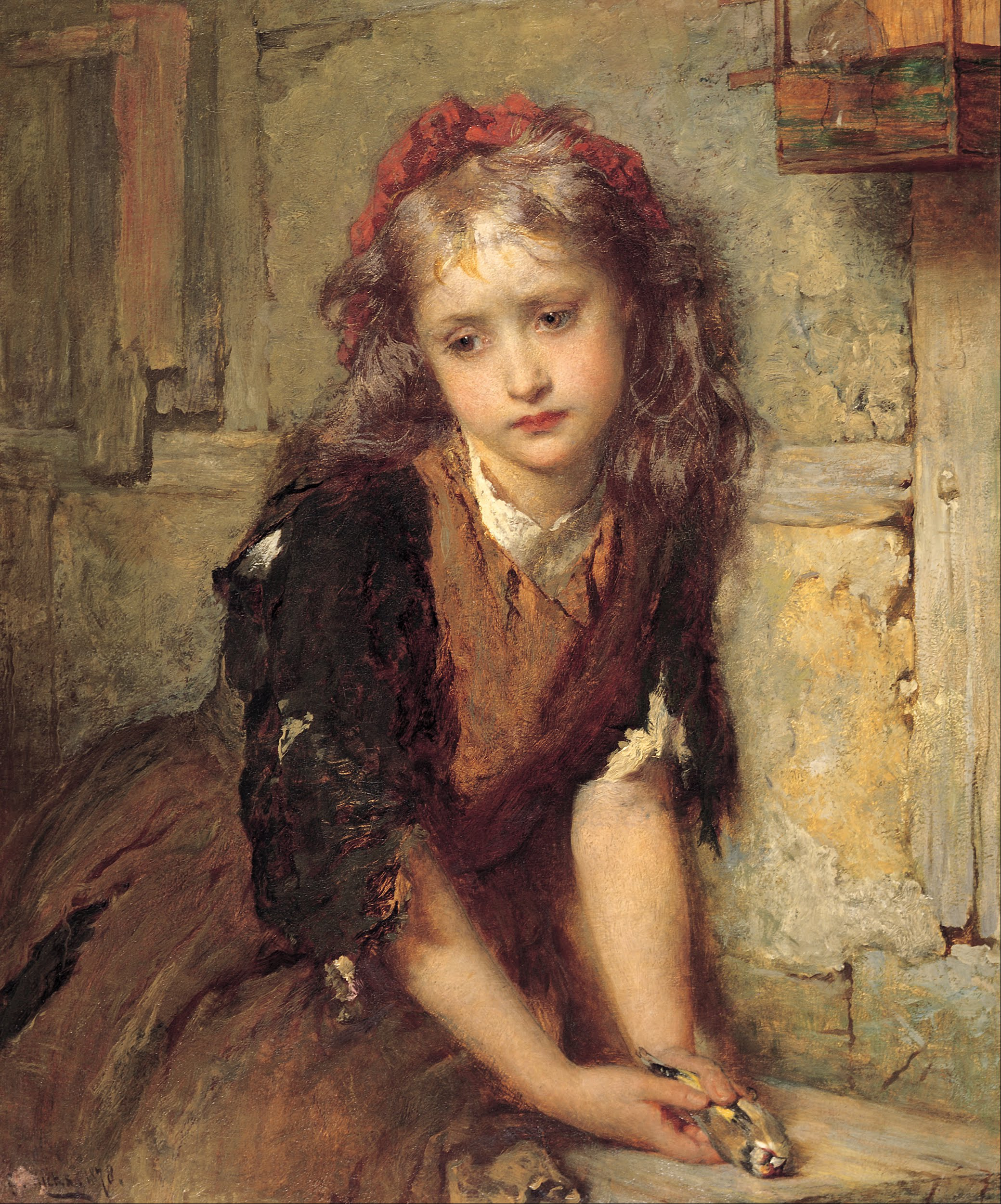
Obraz George Hicks (malarz) Martwy szczygieł

Żal – negatywny stan emocjonalny spowodowany doznaną stratą. Towarzyszy mu często trudność w pogodzeniu się, że tego, co utracone już nie ma i wynikającym z tego brakiem akceptacji rzeczywistości takiej, jaka jest tu i teraz. Występuje również w postaci żalu do kogoś za wyrządzone krzywdy, niemożność pogodzenia się z realną sytuacją. 
Żalem można również wyrazić zdystansowanie się do własnych popełnionych wolnych czynów („żałować”, „oczyszczać pamięć”). Według Guardiniego jest jedną z najmocniejszych form wyrażenia własnej wolności.